# Holoplatys carolinensis
Holoplatys carolinensis là một loài nhện trong họ Salticidae.
Loài này thuộc chi Holoplatys. Holoplatys carolinensis được Berry, Joseph A miêu tả năm 1996. Beatty & Jerzy Prószyński.